# François-Édouard Picot
François-Édouard Picot (Paris, 17 de outubro de 1786 – Paris, 15 de março de 1868) foi um pintor francês neoclássico.

## Biografia
Nascido em Paris, França, Picot venceu a bolsa escolar de pintura Prix de Rome em 1813, ganhando sucesso no Salão de Paris em 1819 com o seu neoclássico L'Amour et Psyché (Louvre).
Pintou A Coroação da Virgem na igreja de Notre-Dame-de-Lorette e teve várias comissões para a Galerie des Batailles. Expôs no Salão de Paris entre 1819 e 1839. Eleito para a Academia de Paris em 1836.
Estudou com François-André Vincent e Jacques-Louis David.
Picot faleceu em Paris no ano de 1868.

## Galeria

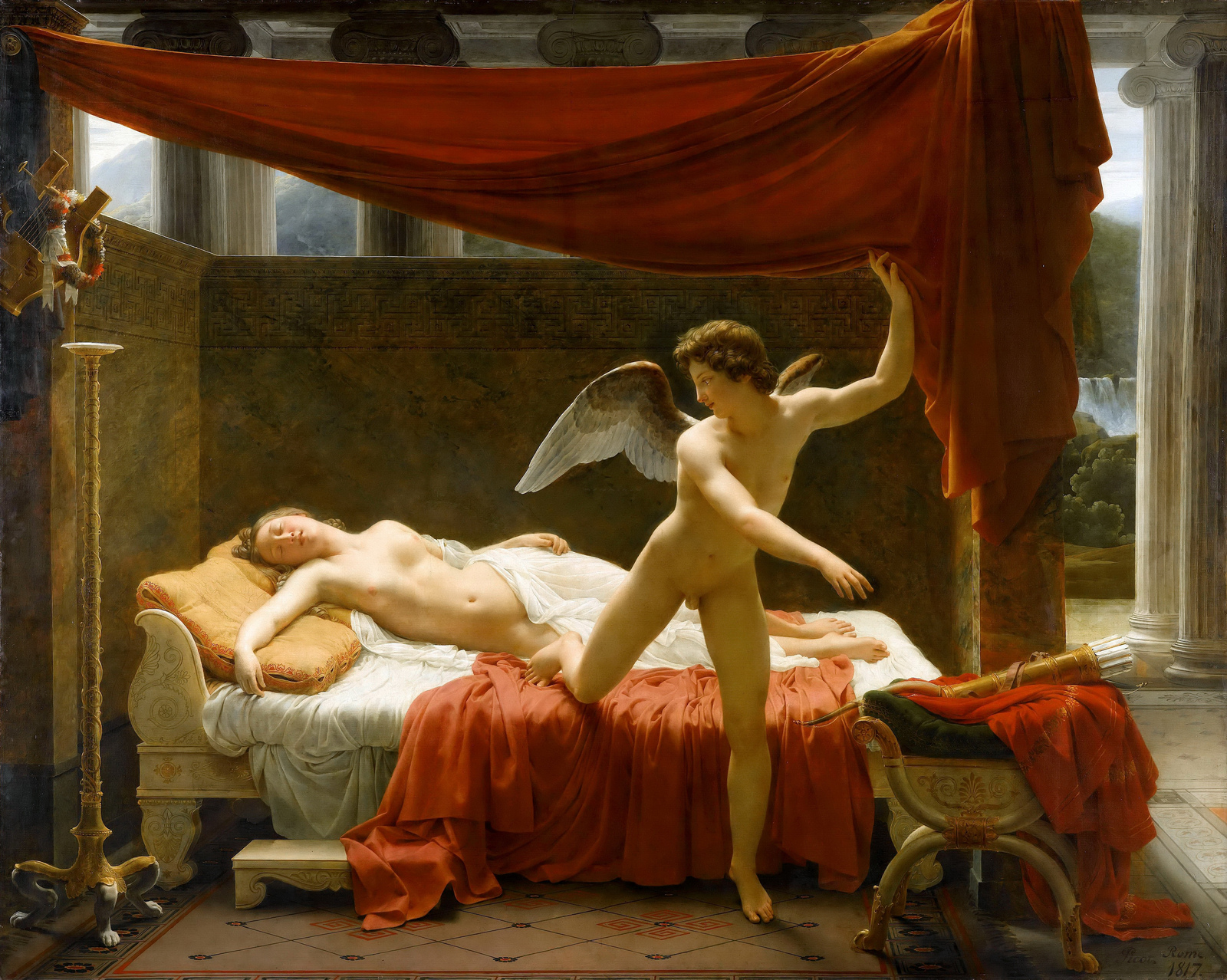
L'Amour et Psyché (1817) Museu do Louvre
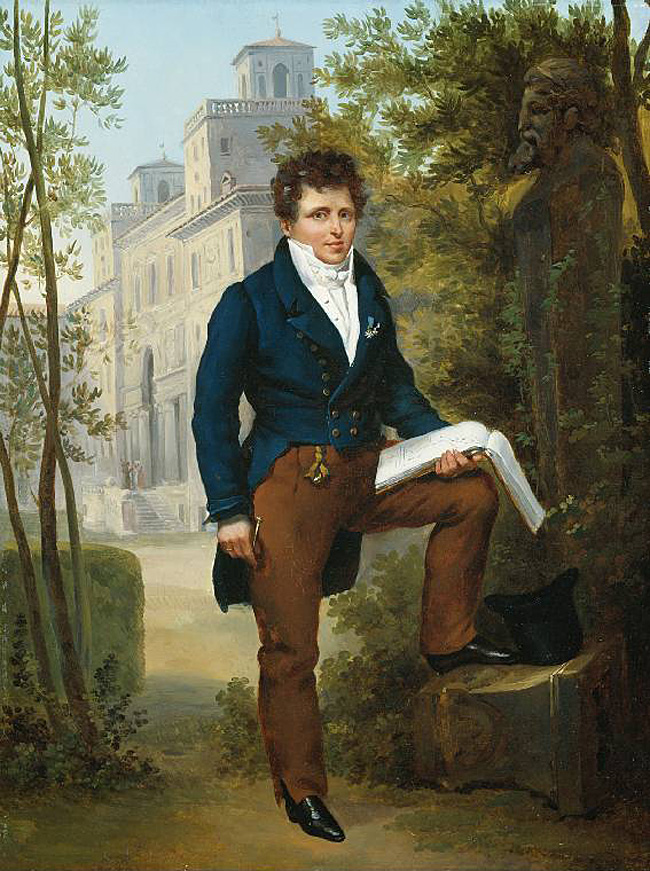
Retrato de Nicolas-Pierre Tiolier (v. 1817)
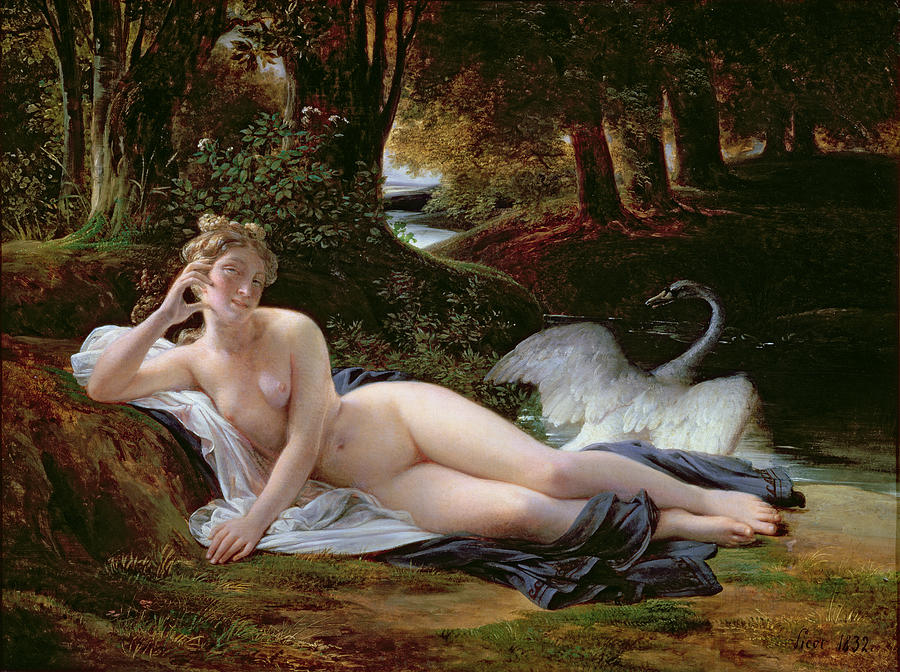
Leda (1832)
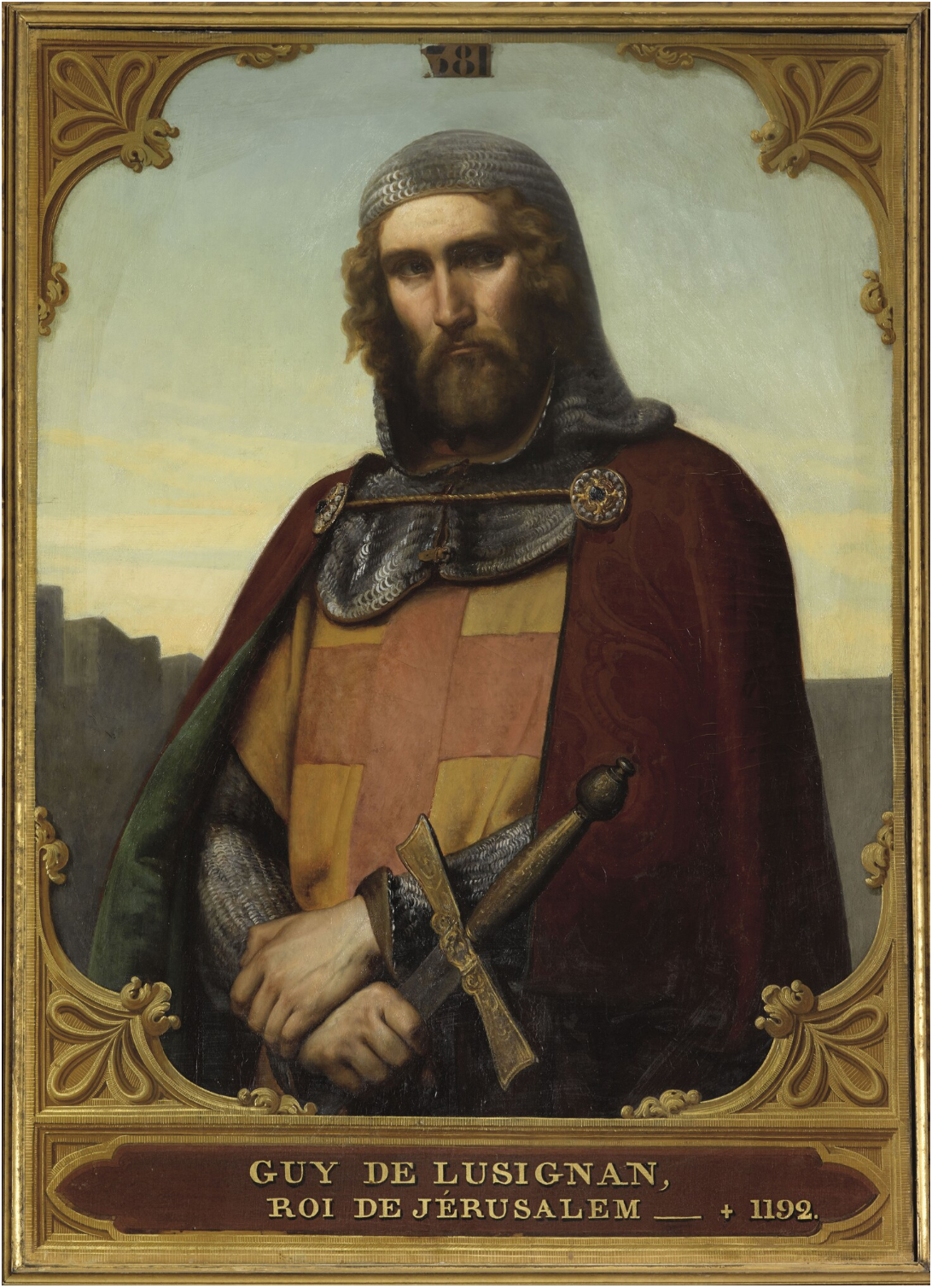
Guido de Lusignan (v. 1843) Sala das Crusadas, Palácio de Versalhes
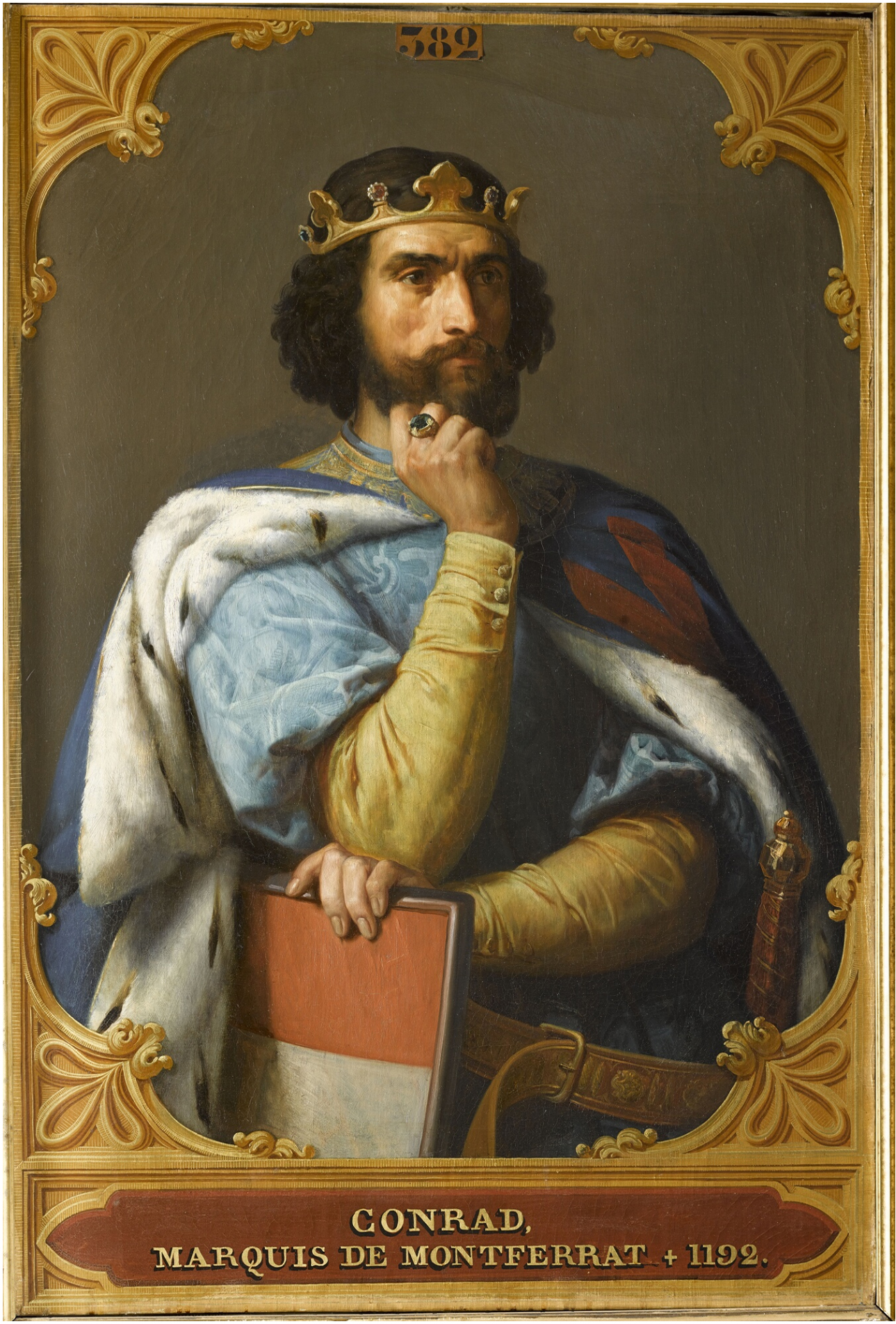
Conrad de Montferrat Sala das Cruzadas, Palácio de Versalhes